# Century Media Records
Century Media Records je německá nezávislá hudební nahrávací společnost s pobočkami v osmi zemích světa (USA, Německo, Spojené království, Austrálie, Švédsko, Itálie, Francie, Nizozemsko) a sídlem v Dortmundu. Orientuje se na metalové hudební skupiny, hlavně žánry jako power, death a black metal, ale i další.
Vydavatelství založil bývalý zpěvák německé kapely Despair Robert Kampf v roce 1988 a právě debutové studiové album Despair s názvem History of Hate z téhož roku se stalo první vydanou nahrávkou v historii firmy.
Za největší úspěch společnosti jsou v současnosti[kdy?] považovány skupiny Lacuna Coil (jejíž album Comalies se stalo nejlépe prodávaným v historii Century Media)[zdroj?] a Shadows Fall.